# Association Football Club Telford United
Maillots
L'Association Football Club Telford United est un club de football anglais fondé en 2004 par les supporters du club de Telford United, club disparu la même année. Il est basé dans la ville de Telford dans le Shropshire, à 20 kilomètres de Shrewsbury et 50 de Birmingham.
De la saison 2015-2016 jusqu'à 2022-2023, le club évolue en National League North (sixième division anglaise). A l'issue de la saison 2022-2023, le club est relégué. 

## Bilan saison par saison
|           | I | II | III | IV | V  | VI | Points | Journées | V  | N  | D  | b.p. | b.c. | Diff. |
| 2012-2013 |   |    |     |    | -  |    |        |          |    |    |    |      |      |       |
| 2011-2012 |   |    |     |    | 20 |    | 46 pts | 46       | 10 | 16 | 20 | 45   | 65   | -20   |
| 2010-2011 |   |    |     |    |    | 2  | 82 pts | 40       | 23 | 13 | 4  | 71   | 29   | +42   |
| 2009-2010 |   |    |     |    |    | 11 | 51 pts | 40       | 14 | 9  | 17 | 52   | 55   | -3    |
| 2008-2009 |   |    |     |    |    | 4  | 76 pts | 42       | 22 | 10 | 10 | 65   | 34   | +31   |
| 2007-2008 |   |    |     |    |    | 2  | 80 pts | 42       | 24 | 8  | 10 | 70   | 43   | +27   |

Légende :
- I / II / III / IV / V / VI : division jouée
- V / N / D : victoires / matchs nuls / défaites
- b.p. / b.c. : buts pour / buts contre
- Diff : différence de buts
- Promotion dans le championnat hiérarchiquement supérieur
- Relégation dans le championnat hiérarchiquement inférieur

## Joueurs et personnages du club

### Entraîneurs du club
- Bernard McNally : 2004-2006
- Rob Smith : 2006-2010
- Andy Sinton : 2010-2013
- Liam Watson : 2013-déc. 2014
- Steve Kittrick : 2014-2015
- Rob Smith : 2015-2017
- Rob Edwards : 2017-2018
- Gavin Cowan : 2018-oct. 2021